# 椎名恵 (パーソナリティ)
椎名 恵（しいな めぐみ、1984年（昭和59年）2月12日-）は、
秋田県ローカルタレント。血液型A型、星座みずがめ座、秋田県秋田市旭南出身。

## 来歴
- 秋田市立旭南小学校卒業、
- 秋田市立秋田南中学校卒業、
- 秋田県立新屋高等学校卒業（16期生）
- 秋田経済法科大学短期大学部ライフデザイン科 卒業
- テレビ・ラジオ番組のパーソナリティとして活動。

## 出演番組

### TV
- ABS秋田放送「秋田ダイハツpresents BLAUBLITZ' TV」
- CNA秋田ケーブルテレビ「こちらカラフル情報雑貨店」

### RADIO
- FM秋田「気分屋食堂」

## 出演TVCM
- control 秋田市の美容室・美容院

## 過去出演番組

### TV
- ABS秋田放送「週刊エビス堂」
- AAB秋田朝日放送「北都夢探検（小さなコロンブス）」
- AAB秋田朝日放送「よっパラNight!」毎週火曜日深夜1:45 - 2:05
- AAB秋田朝日放送「少子化脱却大作戦〜子育てを楽しむ秋田に輝く未来〜II」恵実役
- AAB秋田朝日放送「秘密結社 クロトサカ団」
- AAB秋田朝日放送「ぷぁぷぁ金星」　※準レギュラー

### RADIO
- FM秋田「Ex超兄貴」
- FM秋田「JAM THE MUSIC」
- FM秋田「RBC」
- FM秋田「北都club on radio」
- FM秋田「楽天あろまじお」（ - 2012年3月）
- FM秋田「ハナキン桜庭編集部」（2006年9月2日 - 2021年3月26日）
- FM秋田「ハナキンBONUS TRACK」（2011年4月1日 - 12月30日）